# Acontia malgassica
Acontia malgassica är en fjärilsart som beskrevs av Paul Mabille 1881. Acontia malgassica ingår i släktet Acontia och familjen nattflyn. Inga underarter finns listade i Catalogue of Life.